# خورخه آراونا
خورخه آراونا (انگلیسی: Jorge Aravena؛ زادهٔ ۲۲ آوریل ۱۹۵۸) بازیکن سابق فوتبال اهل شیلی بود که در پست هافبک تهاجمی چپ پا یا فوروارد عمیق بازی می‌کرد.
وی همچنین در تیم ملی فوتبال شیلی بازی کرده‌است.